# ميخائيل فونك
ميخائيل فونك (بالألمانية: Michael Funke)‏ هو سائق سباق ألماني، ولد في 26 سبتمبر 1969.

## روابط خارجية
- ميخائيل فونك على موقع DriverDB.com (الإنجليزية)